# Aeroplan
Aeroplan es una banda boliviana de pop rock electrónico.

## Inicios
Conformada por los hermanos Negro de Ugarte y Teto de Ugarte (exintegrantes del grupo Quirquiña) y la cantante Mariela Jordán, Aeroplan es un proyecto musical de pop rock electrónico que surge a principios de 2010.
Músicos con una reconocida trayectoria, ya que canciones de su autoría estuvieron en importantes posiciones de rankings a nivel nacional. Su aporte tecnológico y musical dentro de Quirquiña fue una pieza fundamental para el éxito como también el estilo original que los hermanos le dieron tanto en sus discos como en su puesta en escena.
En el año 2012 lanzaron su primer álbum, Invención nocturna,
en el que se destacaron los temas «Fuga», «Atmósfera», «Electrízate» y «El grito».
En 2015 sacaron al mercado el álbum #ImposibleOlvidar,
en el que se destacó el tema «Imposible olvidar».
En 2021 sacaron al mercado el álbum Conjunciones, en el que se destacaron los temas «Satélites», «Acelerado», «Sanaré» y «Nuevas formas».

## Discografía

### Álbumes de estudio
- 2012 - Invención Nocturna
- 2015 - #ImposibleOlvidar
- 2021 - Conjunciones

### Sencillos
- 2017 - Sin Hablar
- 2019 - Calor
- 2021 - La Resistencia